# 3567 Alvema
3567 Alvema (1930 VD) là một tiểu hành tinh vành đai chính được phát hiện ngày 15 tháng 11 năm 1930 bởi Delporte, E. ở Uccle.